# Otto Weininger

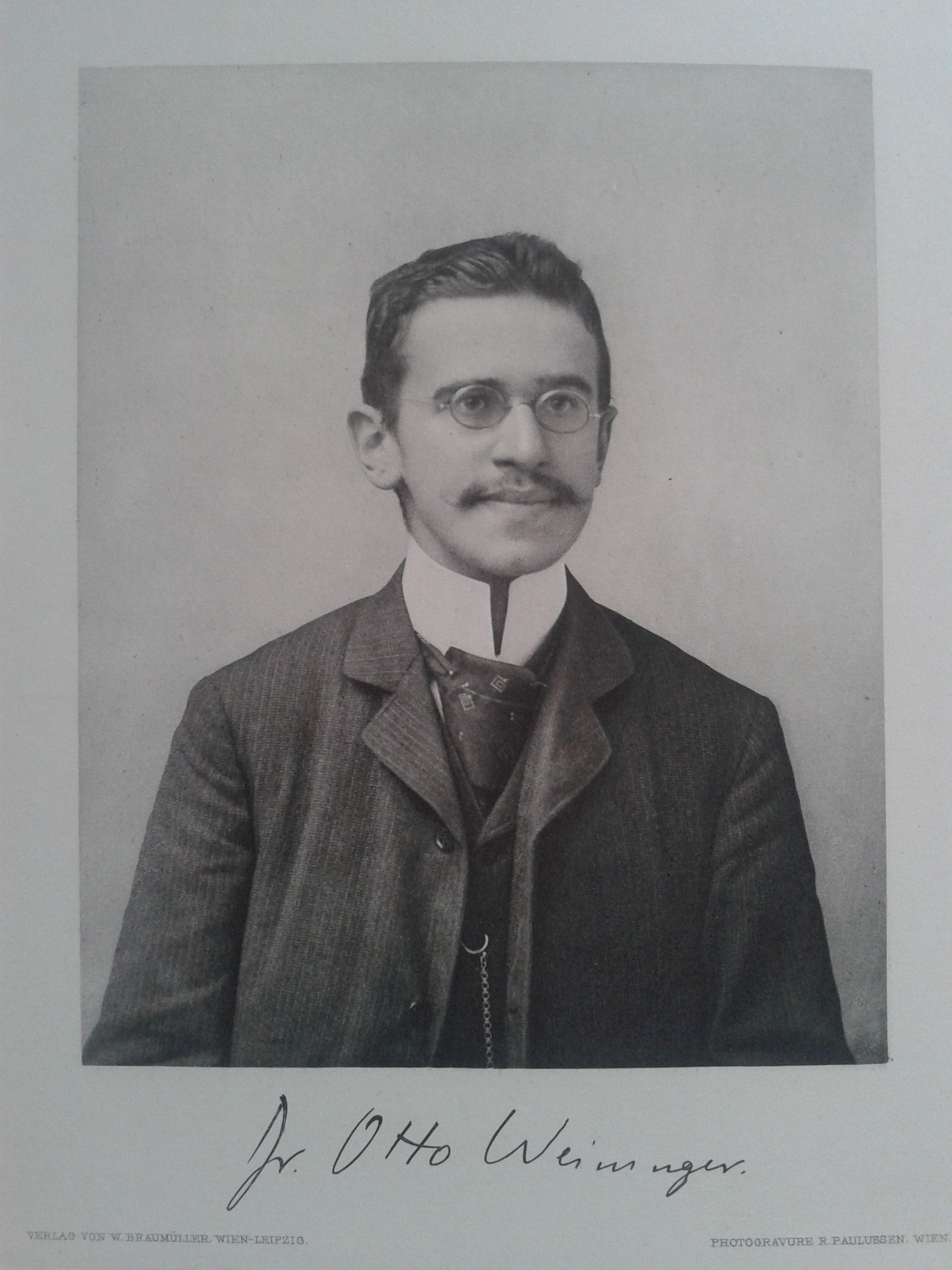
Otto Weininger 1903, Frontispiz der 3. Auflage von Geschlecht und Charakter (1904). Heliogravüre von Richard Paulussen, Wien, mit faksimilierter Unterschrift.

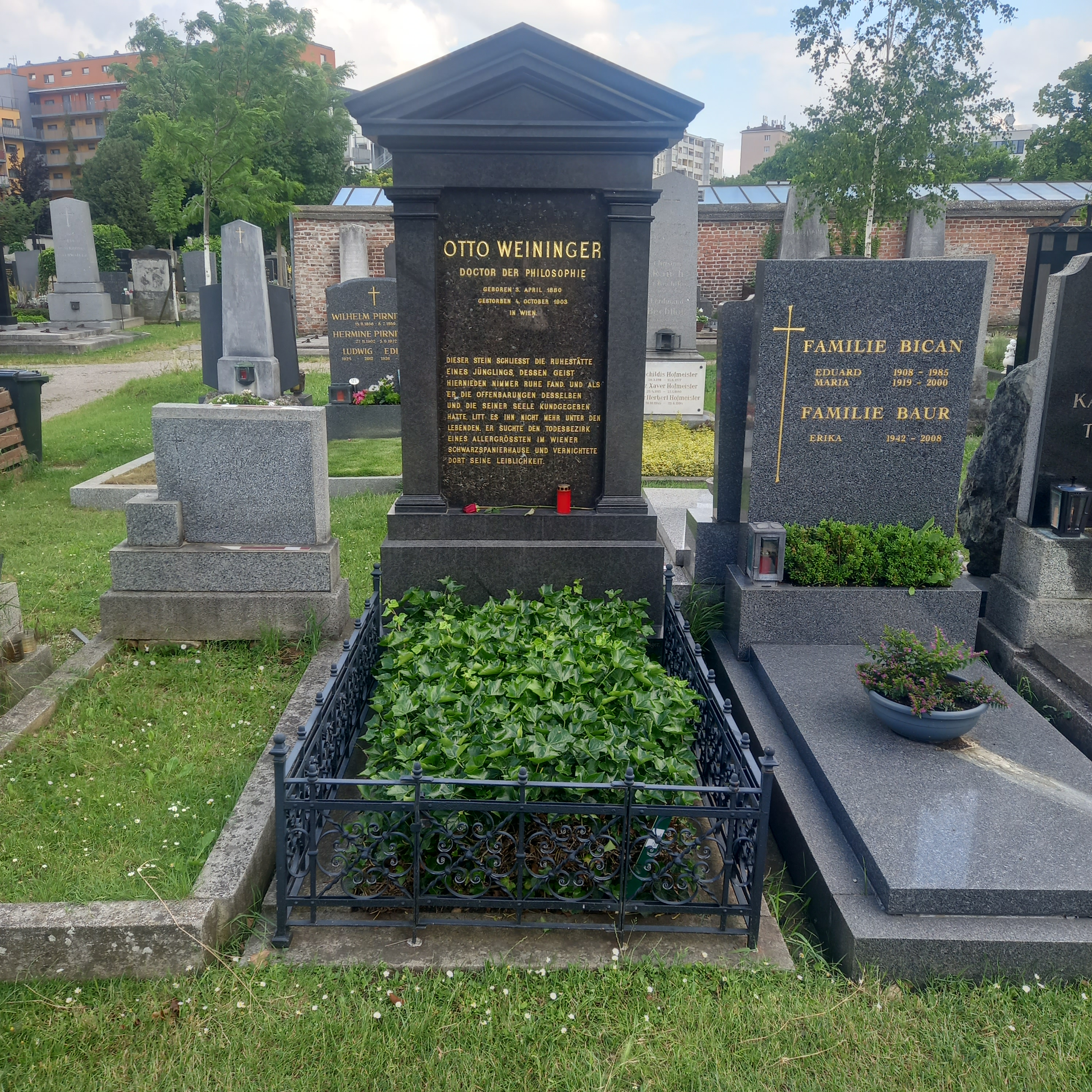
Das Grab von Otto Weininger auf dem evangelischen Friedhof Matzleinsdorf in Wien

Otto Weininger (* 3. April 1880 in Wien, Österreich-Ungarn; † 4. Oktober 1903 in Wien) war ein österreichischer Philosoph. Er wurde durch sein Werk Geschlecht und Charakter bekannt, das sich durch antisemitische und misogyne Theorien auszeichnet.
Weininger, jüdischer Herkunft und zum protestantischen Glauben konvertiert, war in seinen letzten Jahren extrem judenfeindlich eingestellt und Verfechter einer frauen- und körperfeindlichen Geisteshaltung. Er entwickelte eine philosophisch-psychologische Theorie der Geschlechter, in deren Zentrum die Theorie der menschlichen Bisexualität steht. Durch seinen Suizid in Ludwig van Beethovens Sterbehaus in Wien wurde er zu einer geradezu legendenhaften Gestalt, sein Buch zu einem Bestseller mit zahlreichen Auflagen.

## Leben
Otto Weininger entstammte einer Wiener jüdischen Familie. Er wurde am 3. April 1880 als Sohn des Goldschmieds Leopold Weininger und dessen Frau Adelheid in Wien geboren. Er besuchte Volksschule und Gymnasium und war vielseitig begabt, bereits mit sechzehn Jahren versuchte er sich an einem etymologischen Aufsatz über speziell bei Homer zu findende griechische Redewendungen. Im Juli 1898 legte Weininger die Reifeprüfung ab.
Weininger immatrikulierte sich an der Universität Wien. Dort studierte er Philosophie und Psychologie, hörte aber auch naturwissenschaftliche und medizinische Vorlesungen. Im Alter von achtzehn Jahren beherrschte er Griechisch, Latein, Französisch und Englisch, später auch Spanisch und Italienisch. Passive Kenntnisse der Sprachen August Strindbergs und Henrik Ibsens, also Schwedisch und Norwegisch, kamen hinzu. Er wurde von den Ideen und Werken Immanuel Kants beeinflusst und besuchte Sitzungen der Philosophischen Gesellschaft, wo er unter anderem den späteren Wagner-Schwiegersohn und radikalen Antisemiten Houston Stewart Chamberlain hörte. Weininger galt als Außenseiter und unkonventioneller Denker.
Im Frühsommer 1901 hinterlegte Weininger zur Wahrung der Priorität seiner Ideen ein Manuskript in der Akademie der Wissenschaften in Wien: „Eros und Psyche. Eine biologisch-psychologische Studie“, die Erstfassung seiner späteren Dissertation. 1902 legte Weininger das erweiterte Manuskript den Professoren Friedrich Jodl und Laurenz Müllner an der Wiener Universität vor, es wurde als Dissertation angenommen. Am 21. Juli 1902 bestand Weininger das Rigorosum. Kurz nach der Promotion konvertierte Weininger zum Protestantismus.
Im Sommer 1902 reiste Weininger nach Bayreuth, wo er Richard Wagners Parsifal hörte, der ihn tief beeindruckte. Er hielt Wagner für den „größten Menschen seit Christus“ und schöpfte aus „Parsifal“ die Erkenntnis, dass „der Koitus die Bezahlung“ sei, „welche der Mann der Frau für ihre Unterdrückung zu leisten hat“. Weininger empfahl strikte Enthaltsamkeit. Über Dresden und Kopenhagen setzte er seine Reise nach Christiania – dem heutigen Oslo – fort und sah zum ersten Mal auf einer Bühne Henrik Ibsens Erlösungsdrama Peer Gynt. Er schrieb eine lange Abhandlung zu Ibsens 75. Geburtstag. Ibsens Leitmotiv beschäftigte ihn zutiefst:
„Wer sein Leben will behalten, der wird es verlieren, und wer sein Leben verliert um meinet- und des Evangelii willen, der wird es behalten.“ (nach Markus 8,34–36 )
Im Herbst machte er sich auf die Suche nach einem Verleger für seine Dissertation. Doch Jodl, sein Doktorvater, wollte „Eros und Psyche“ keinem Verlag empfehlen, solange bestimmte gedankliche und sprachliche Exzesse nicht korrigiert wurden. Weininger war zu stolz und ungeduldig, um den Ratschlägen zu folgen. Er legte Sigmund Freud sein Manuskript vor, in der Hoffnung, durch dessen Empfehlung im Verlag Franz Deuticke gedruckt zu werden. Freud berichtete später, dass Weininger auf ihn einen großen Eindruck gemacht habe (er erinnerte sich an ein „ernsthaftes, schönes Gesicht, auf dem ein Hauch von Genialität schwebte“), dass er aber Weiningers Manuskript streng kritisiert habe.

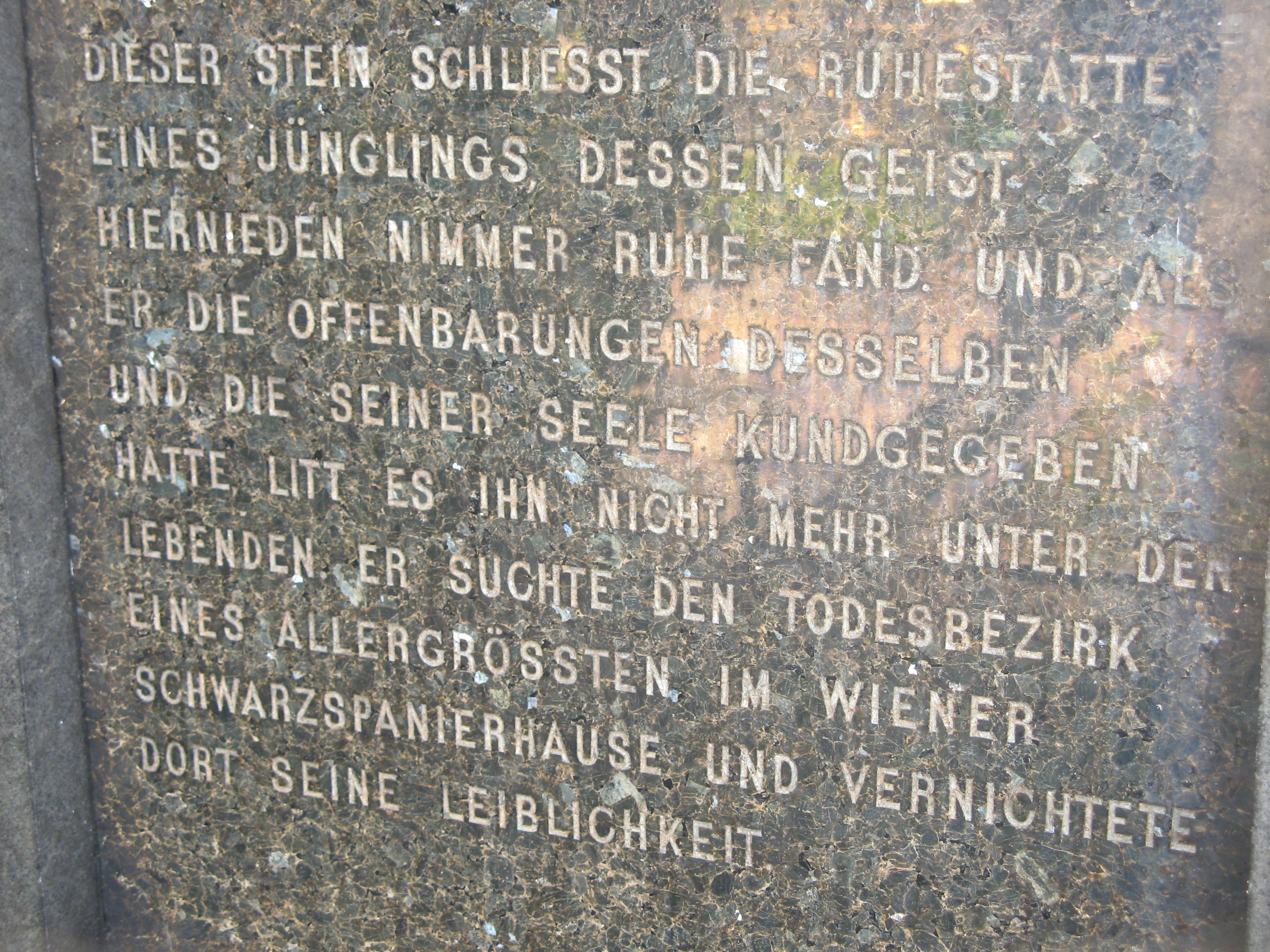
Grabinschrift

Weininger verfiel in tiefe Depressionen. Ein unheilvoller Doppelgänger, den Weininger „das Ensemble aller bösen Eigenschaften des Ich“ nannte, beunruhigte ihn zutiefst. In ihm reifte ein erster Entschluss zum Tod, doch nach einem langen, nächtlichen Gespräch mit seinem Freund Artur Gerber befand er die Zeit als „noch nicht reif“.
Artur Gerber erinnerte sich später: „Sein Äußeres war befremdend. Die hagere Gestalt mutete steif an, entbehrte aller Biegsamkeit und Grazie. Die Bewegungen, oft nur linkisch, unbeholfen, waren meist jäh und unvermittelt.“ Und Stefan Zweig beschrieb seine Begegnung mit Weininger als „Vorbeigehen an einem unauffälligen Menschen“: „Er sah immer aus wie nach einer dreißigstündigen Eisenbahnfahrt, schmutzig, ermüdet, zerknittert, ging schief und verlegen herum, sich gleichsam an eine unsichtbare Wand drückend, und der Mund unter dem dünnen Schnurrbärtchen quälte sich irgendwie schief herab. Seine Augen (erzählten mir später die Freunde) sollen schön gewesen sein: ich habe sie nie gesehen, denn er blickte immer an einem vorbei (auch als ich ihn sprach, fühlte ich sie keine Sekunde lang mir zugewandt): all dies verstand ich erst später aus dem gereizten Minderwertigkeitsempfinden, dem russischen Verbrechergefühl des Selbstgepeinigten.“ (Berliner Tagblatt, 3. Oktober 1926).
Nach Monaten konzentrierter Arbeit erschien im Juni 1903 Geschlecht und Charakter – eine prinzipielle Untersuchung, die das „Verhältnis der Geschlechter“ in ein „neues Licht“ zu rücken wünschte, im Wiener Verlagshaus Braumüller & Co. Es war der Text von Weiningers Doktorarbeit, noch um drei entscheidende Kapitel erweitert, in denen Weininger seine Tendenzen zum Antisemitismus, zur Misogynie und zur unbeherrschten Metaphysik ungebremst entfaltete: „Das Wesen des Weibes und sein Sinn im Universum“, „Das Judentum“, „Das Weib und die Menschheit“.
Auf 600 Seiten breitete Weininger die Summe seines Lebens aus. Es war das Konstrukt eines Frauenhasses, dem auch das Judentum zum Opfer fiel, da es ihm „durchtränkt scheint von Weiblichkeit“. In beiden, in Frauen und Juden, erblickte Weininger eine Bedrohung: Sexualität, Schuld, nur Körper und Materie, bar jedes Geistes, jeder Seele oder jeder Sittlichkeit. Beides bedrängte und quälte ihn in seinem Innersten. Erlösung versprach seiner Vorstellung nach nur ein Genius, der Inbegriff des Männlichen. Dessen höchste Form sah Weininger im Religionsstifter.

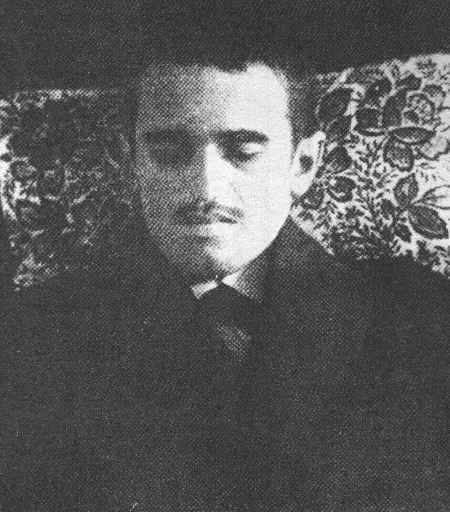
Otto Weininger auf dem Totenbett.

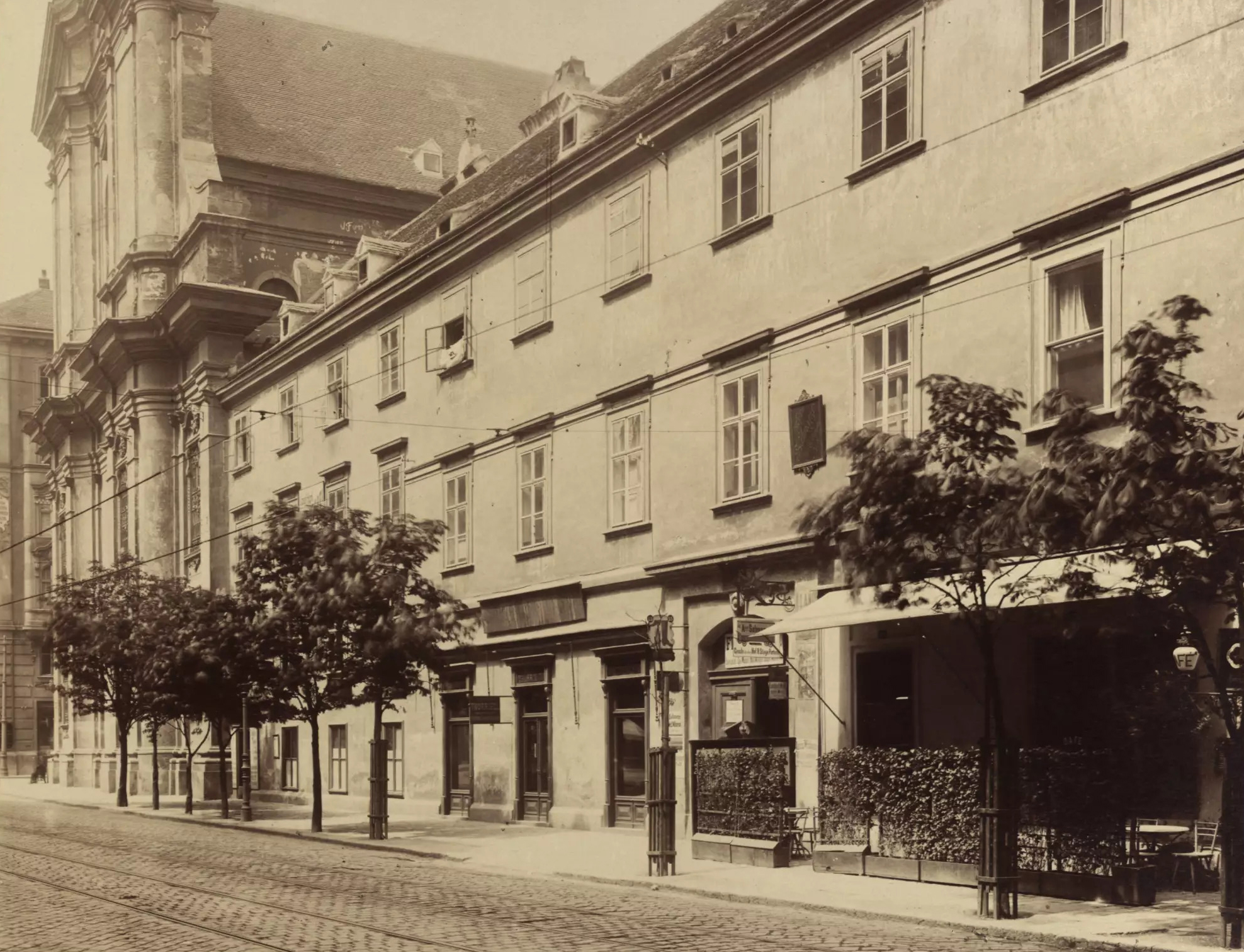
Schwarzspanierstraße 15, Weiningers und Beethovens Sterbehaus

Das Buch wurde nicht ablehnend aufgenommen, doch die erwartete Sensation blieb aus. Der Leipziger Professor Paul Julius Möbius, Autor des Buches Über den physiologischen Schwachsinn des Weibes, griff Weininger unter dem Vorwurf des Plagiats an. Weininger reiste enttäuscht und voll quälender Zweifel nach Italien.
Aphorismen über das Böse in ihm und über sein heimliches Verbrechertum häuften sich in dieser Zeit, sein Bedürfnis nach Strafe und Sühne wurde stärker. „Der anständige Mensch geht selbst in den Tod, wenn er fühlt, dass er endgültig böse wird …“, heißt es in den Aphorismen aus dem Nachlass.
Nach seiner Rückkehr verbrachte Weininger die letzten fünf Tage bis zum 3. Oktober bei seinen Eltern. Er händigte seinem Vater noch das abgewetzte Lederfutteral seiner Brille aus und mietete sich dann ein Zimmer in Beethovens Sterbehaus in der Schwarzspanierstraße 15. Dorthin begab er sich am Abend des 3. Oktober. Er schrieb zwei Briefe in dieser Nacht, einen an seinen Vater, einen an seinen Bruder Richard.
Am Morgen des 4. Oktober wurde er sterbend in seinem Zimmer aufgefunden. Er hatte sich eine Kugel ins Herz geschossen. Otto Weininger starb um halb elf Uhr vormittags im Wiener Allgemeinen Krankenhaus in der Alser Straße.
„In dem Gesichte des Toten war kein Zug von Güte, kein Schimmer von Heiligkeit und Liebe zu sehen. Auch Schmerz nicht; nur ein Ausdruck, der dem Gesichte des Lebenden vollkommen gefehlt hatte: Etwas Furchtbares, etwas Entsetzenerregendes, das, was ihm die Todeswaffe in die Hand gedrückt hatte: Der Gedanke an das Böse.“ (Artur Gerber: „Ecce Homo“, 1922)
Otto Weininger wurde auf dem evangelischen Friedhof von Matzleinsdorf (Gruppe 14, Nr. 126) begraben, wo noch heute sein Grab mit der von seinem Vater Leopold Weininger verfassten Inschrift zu sehen ist:
„Dieser Stein schliesst die Ruhestätte eines Jünglings, dessen Geist hiernieden nimmer Ruhe fand. Und als er die Offenbarungen desselben und die seiner Seele kundgegeben hatte, litt es ihn nicht mehr unter den Lebenden. Er suchte den Todesbezirk eines Allergrössten im Wiener Schwarzspanierhause und vernichtete dort seine Leiblichkeit.“
1957 wurde die Otto-Weininger-Gasse in Wien-Hietzing nach ihm benannt.

## Werk

### Geschlecht und Charakter

Titelblatt der Erstausgabe von 1903

Geschlecht und Charakter zählt zu den klassischen Dokumenten der Wiener Moderne. Das Werk tritt, ähnlich wie Houston Stewart Chamberlains „Grundlagen des 19. Jahrhunderts“, mit einem universalen Deutungsanspruch auf. Im Mittelpunkt steht die Geschlechterproblematik.
In seinem Hauptwerk offenbarte Weininger eine scharf ablehnende Haltung alles Jüdischen und erwies sich zugleich als Verfechter einer frauen- und körperfeindlichen Geisteshaltung. Die Werte höheren Lebens seien der Frau ebenso unzugänglich wie die Welt der Ideen. Je weiblicher das Weib, desto mehr verkörpere es eine rein geistlose Geilheit. Erst durch den Mann empfange die Frau ein Leben aus zweiter Hand.
Weininger verbindet dies mit antisemitischen Ansichten: Der Jude, behauptet er, sei auf Grund seines „weiblichen“ Wesenskerns „stets lüstern und geil“; „der geborene Kommunist“; von Natur aus „ein Kuppler“ und nicht eigentlich fromm, da er „gar nicht glauben“ könne. Dennoch dämmere eine kleine Hoffnung. Die jüdische Nicht-Existenz wäre „Zustand vor dem Sein“ und daher müssten die Juden „gegen sich kämpfen, innerlich das Judentum in sich besiegen“, um Menschen, also Männer, zu werden. Auch Jesus Christus „war ein Jude, aber nur, um das Judentum in sich am vollständigsten zu überwinden“. Daher „ist er der größte Mensch“, der seine „besondere Erbsünde“ – nämlich Jude zu sein – durch die „vollkommene Negation“ seines Wesens besiegt hätte.
Das Judentum schien Weininger durchtränkt von Weiblichkeit. Daraus leitete er die Gleichung ab, dass „der Jude“ ein Weib sei. Da beide, Frauen und Juden, nur Sexualität, nur Körper und Materie seien, bar jeden Geistes, jeder Seele und jeder Sittlichkeit und unfähig zur sexuellen Askese, stellten sie eine Bedrohung dar. Die Gesellschaft müsse laut Weininger die weiblichen Elemente überwinden und sich an männlichen orientieren. Er fordert eine neue Menschheit, die auf einer neuen Männlichkeit konstruiert sein soll.
Weininger versuchte sich an der Definition des Männlichen und Weiblichen, und zwar vor dem Hintergrund der Annahme, dass in allen lebenden Dingen ein Anteil von beiden zu finden sei. Niemals komme weiblich oder männlich in Reinform vor, sondern stets in Mischung. Weininger platzierte das Männliche an einem Ende einer Skala. In der Vorstellung von Weib und Trieb einerseits und Mann und Geist andererseits ordnete er dem Weiblichen eine seelische und sittliche Minderwertigkeit zu. Weibliches sei zu keiner geistigen Orientierung und schöpferischen Produktivität fähig. Er wies auch verschiedensten Bewegungen und Konzepten männliche und weibliche Züge zu. So war für ihn das Judentum stark weiblich dominiert, während das Christentum eher männliche Züge hätte.
Die Ausführungen Weiningers zum Judentum bilden innerhalb der Geschichte des modernen Antisemitismus eine der literarisch wirkungsvollsten Versionen judenfeindlicher Ideologie. In seiner Beschreibung „des Juden“ wählt er Kategorien äußerster Negativität. Stereotype, aus der antisemitischen Propaganda übernommene Urteile werden herangezogen, um „das Judentum“ gegenüber dem Christentum zu kennzeichnen. Dabei appelliert Weininger durch seine Formulierungen häufig an antisemitische Ressentiments. So gehöre das Judentum zu den wichtigsten Störfaktoren der gesellschaftlichen Ordnung. Das Christentum stelle demgegenüber die „absolute Negation“ des Judentums dar.

### Die Theorie der Bisexualität
Weininger knüpfte an eine lange Tradition an, in der Androgynie als Natur des Menschen beschrieben wurde. Selbst verweist er u. a. auf indische Mythen und Das Gastmahl Platons. Im 19. Jh. waren Theorien körperlicher und seelischer Bisexualität verbreitet, Weininger arbeitet eine dezidierte und fundierte Theorie der Bisexualität aus.
Bisexualität bedeutet bei Weininger, dass die ursprüngliche Anlage des Menschen zweigeschlechtlich ist und dass erst das Überwiegen des männlichen oder weiblichen Elements das konstituiere, was man Mann oder Frau nennt. Prozentuale Anteile der konträren Geschlechtlichkeit erhielten sich aber auch bei den Erwachsenen zu verschiedenen Graden und aus den Ergänzungsverhältnissen ergäben sich die Gesetze der sexuellen Anziehung.
Jedes Individuum versuche dabei, seinen unvollständigen Prozentsatz von „M“ oder „W“ zu vervollständigen. In idealtypischer Abstraktion hieße das, dass immer ein ganzer Mann (M) und ein ganzes Weib (W) zueinander streben, bzw. ihr sexuelles Komplement suchen. Besteht ein Individuum also aus 3/4 M und 1/4 W, so wird es von einem Partner angezogen, der sich aus 1/4 M und 3/4 W zusammensetzt.
Statt die Möglichkeit der Freiheit von Geschlechterrollen und ihren Zwängen wahrzunehmen, fordert Weininger aber deren Überwindung. Wie der Mann seine Anteile an „W“ ausmerzen muss, so gilt dasselbe auch für die Frau. Der Grad ihrer Emanzipation hängt ab vom Grad ihrer „M“-Werdung. Geschlecht und Charakter erreicht seinen Gipfel in der Formel: „Das Weib besitzt kein Ich, das Weib ist das Nichts“.

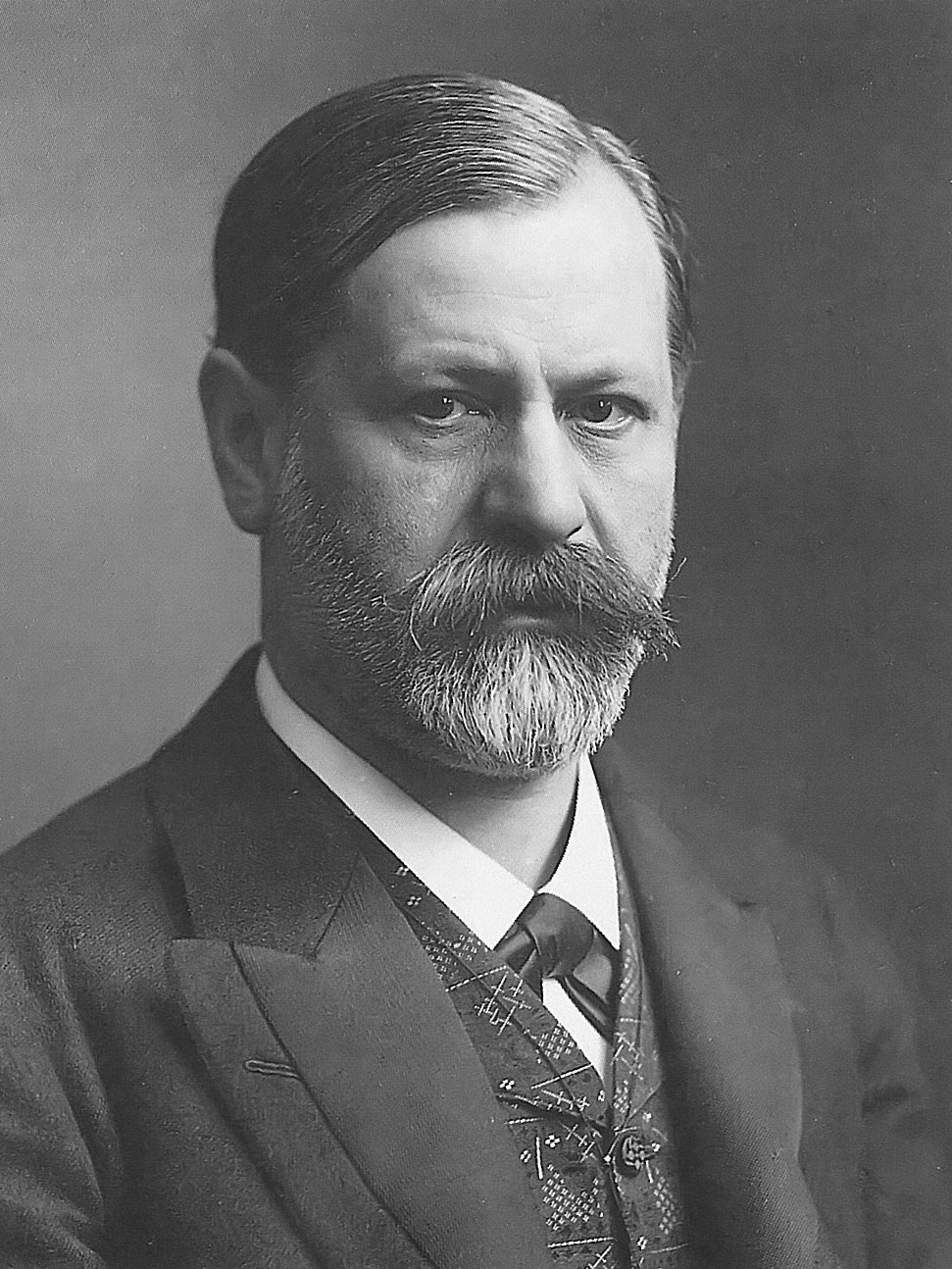
Sigmund Freud um 1905, Photographie von Ludwig Grillich

In Weiningers letzten Tagebuchaufzeichnungen heißt es: „Der Haß gegen die Frau ist nichts anderes als der Haß gegen die eigene, noch nicht überwundene Sexualität.“ Unter dem Zwang seines Systems steigern sich Weiningers Schuldgefühle bis zur Ausweglosigkeit.
Drei Jahre nach Weiningers Tod wurde Sigmund Freud in einen Urheberrechtsstreit verwickelt. Sein Freund Wilhelm Fließ, Hals-Nasen-Ohren-Arzt zu Berlin, beschuldigte Freud, über seinen Patienten Hermann Swoboda, der auch Weiningers Freund war, das Fließ’sche Konzept der „unbedingten Bisexualität aller Lebewesen“ – das auch den zentralen Ausgangspunkt in Weiningers Analyse der Geschlechter darstellt – übermittelt zu haben.
Der Gedanke „dauernder und notwendiger Bisexualität aller Lebewesen“ (Fließ an Freud am 26. Juli 1904), dass „die lebendige Substanz in allen Lebewesen männlich und weiblich ist“ (ebd.), stammt wohl von Wilhelm Fließ. Fließ fühlte sich von Freud um die Urheberschaft dieser Idee der ‚Bisexualität‘ betrogen, was im Jahr 1904 zu einem brieflichen Schlagabtausch der früheren Freunde führt. Freud gibt Fließ gegenüber nur widerstrebend zu, diesen Gedanken – als üblichen Bestandteil seiner Therapie – an andere weitergegeben zu haben, beispielsweise an Hermann Swoboda (Freud an Fließ am 23. und 27. Juli 1904). Über Swoboda war diese Idee anscheinend an Otto Weininger gelangt, der sie in Geschlecht und Charakter offenbar erfolgreich vermarkten konnte. Freud verschweigt in der Diskussion mit Fließ im Jahr 1904 zunächst seine Begegnung mit Weininger im Jahr 1901. Als Freud dann – konfrontiert mit einer Aussage von Oskar Rie, Freund von Freud und Schwager von Fließ – die Kenntnis von dessen Manuskript eingesteht, spricht er gegenüber Fließ am 27. Juli 1904 kleinlaut von „meinem eigenen Versuch, dir diese Originalität zu entwenden“. Der Streit über die Urheberschaft dieser Weisheit führt dann zu einem heftigen öffentlichen Schlagabtausch zwischen Hermann Swoboda und Sigmund Freud auf der einen, Wilhelm Fließ und Richard Pfennig auf der anderen Seite. Der Konflikt entzweite die Freunde.

## Wirkungsgeschichte
Nach seinem Suizid gelangte Otto Weininger schnell zu umstrittenem Ruhm. Für geistesgestört hielt ihn die psychiatrische Fachwelt, für dubios die philosophische und für genial die literarische. Weiningers Ruf verbreitete sich durch ganz Europa. Geschlecht und Charakter wurde zum Kultbuch, der Autor zur Legende.

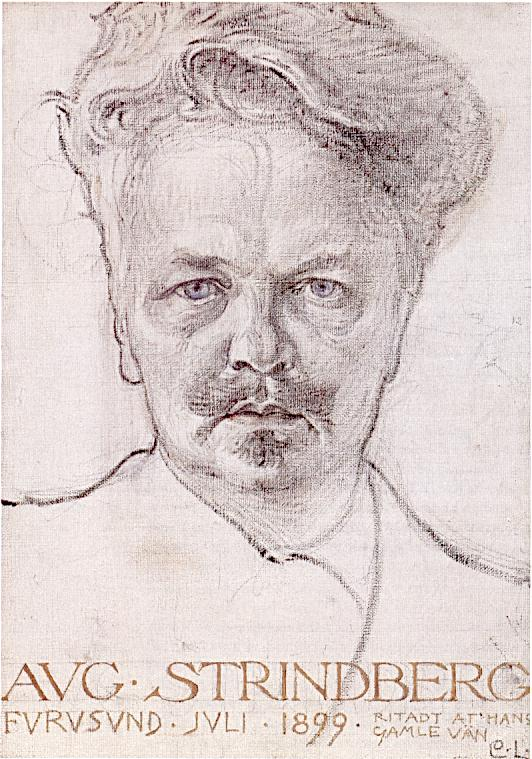
August Strindberg, gezeichnet von Carl Larsson, 1899

Weiningers Anhängerschaft bejahte euphorisch seine Genietheorie, seine Thesen waren in aller Munde. Sein Antifeminismus wurde zur modernen Charakterologie der „neuen Frau“ verklärt, er beeinflusste eine ganze Generation in ihrer misogynen Grundstimmung. Der Autor von Geschlecht und Charakter wurde zum Inbegriff des Frauenfeindes, Judenhassers und Keuschheitsapologeten. Élisabeth Badinter, die die Misogynie in Europa untersuchte, schrieb: „Selbst die frauenfeindlichsten französischen Schriftsteller reichen nie an einen Schopenhauer, einen Nietzsche oder einen Weininger heran.“ Weininger erklärte in einer Selbstanzeige seiner Publikation Geschlecht und Charakter: „Unter die Antifeministen eingereiht zu werden, scheue ich nicht; denn ich habe dem weiblichen Einfluß im heutigen Kultur- und Geistesleben überall nachzuforschen und ihn zu bekämpfen gesucht.“
Während es neun Jahre dauerte, bis die 600 Exemplare der ersten Auflage von Sigmund Freuds „Traumdeutung“ (erschienenen 1900) verkauft waren, lag Geschlecht und Charakter 1909 bereits in der elften Auflage vor, bis 1932 sollten achtundzwanzig weitere folgen. Der Braumüller-Verlag druckte eigene Werbeprospekte mit zahlreichen Huldigungen, darunter die von Karl Kraus, dem Herausgeber der Fackel, der an der Spitze der Weininger-Anhängerschaft stand: „Ein Frauenverehrer stimmt den Argumenten seiner Frauenverachtung begeistert zu!“ Kraus widmete Weininger auch einen Nachruf, in dem er schrieb:
„Dieser Selbstmord war in einem Anfall von geistiger Klarheit begangen […] Weininger hatte Gründe, metaphysische und religiöse, im Beginn einer großen Laufbahn das Leben wegzuwerfen.“
Der schwedische Dramatiker August Strindberg schrieb nach seiner ersten Lektüre von Geschlecht und Charakter am 1. Juli 1903 einen euphorischen Dankesbrief an Weininger:
„Schließlich – das Frauenproblem gelöst zu sehen ist mir eine Erlösung, und so – nehmen Sie meine Verehrung und meinen Dank!“
Nach Weiningers Tod ehrte Strindberg Weiningers Gedächtnis „als das eines tapferen männlichen Kämpfers“ und verfasste ebenfalls einen Nachruf, den Karl Kraus dann in der Fackel abdruckte:
„Unabhängig von Ansichten ist wohl das Faktum, daß das Weib ein rudimentärer Mann ist … es war dieses bekannte Geheimnis, das Otto Weininger auszusprechen wagte; es war diese Entdeckung des Wesens und der Natur des Weibes, die er in seinem männlichen Buche mitteilte, und die ihn das Leben kostete.“
Geistesverwandt erwies sich auch der Leipziger Arzt Paul Julius Möbius mit seinem Werk Geschlecht und Unbescheidenheit (Halle 1904).
Für den Maler und Zeichner Alfred Kubin war Weininger „der größte Mensch dieses Jahrhunderts“, wie er seinem Freund, dem Autor Fritz von Herzmanovsky-Orlando in einem Brief anvertraute. Viele der frühen Zeichnungen Kubins wirken wie Illustrationen zu Weiningers Werk: wollüstige, riesige, spinnenverwandte Frauenkörper, in denen Männer unter- und an denen Männer zugrunde gehen. Kubins Zeichnung Selbstmord zeigt geradezu eine Seelenverwandtschaft zu Weiningers Freitod.
Die bedeutenden Denker jener Tage, Georg Simmel, Henri Bergson, Fritz Mauthner, Ernst Mach und Alois Höfler, setzten sich in Kollegs und Gegenschriften mit Weiningers Gedanken auseinander. Die Kunstsammlerin und Literatin Gertrude Stein las Weininger in englischer Übersetzung und drängte vielen ihrer Freunde das Werk auf, beinahe, als sei es ein Handbuch für ihre eigenen Ansichten.
Sigmund Freud erwähnte Weininger in einer Fußnote der „Analyse der Phobie eines fünfjährigen Knaben“ aus dem Jahr 1909:
„Der Kastrationskomplex ist die tiefste unbewußte Wurzel des Antisemitismus, denn schon in der Kinderstube hört der Knabe, dass dem Juden etwas am Penis – er meint, ein Stück des Penis – abgeschnitten wurde, und dies gibt ihm das Recht, den Juden zu verachten. Auch die Überhebung gegen das Weib hat keine stärkere unbewußte Wurzel. Weininger, jener hochbegabte und sexuell gestörte junge Philosoph, der nach seinem merkwürdigen Buche ‚Geschlecht und Charakter‘ sein Leben durch Selbstmord beendigte, hat in einem vielbemerkten Kapitel den Juden und das Weib mit der gleichen Feindschaft und mit den nämlichen Schmähungen überhäuft. Weininger stand als Neurotiker völlig unter der Herrschaft infantiler Komplexe: die Beziehung zum Kastrationskomplex ist das dem Juden und dem Weibe dort Gemeinsame.“
Auch an der Musik gingen Weininger und seine Theorien nicht spurlos vorüber: Franz Schreker hat sich intensiv mit Weininger auseinandergesetzt, in seinen Opern thematisierte er die neuartige psychoanalytische Sicht auf Eros und Sexus (etwa 1918 in Die Gezeichneten) und sah die Menschen als Triebwesen. Weininger beeinflusste auch Alexander Zemlinskys Oper Der Zwerg (1922), dessen Libretto Georg Klaren verfasste, der 1924 eine Monografie über Weininger herausbrachte. Geschlecht und Charakter beeindruckte auch Arnold Schönberg und Alban Berg, dessen „Herz es pochen ließ“ und der zahlreiche Passagen in eine Zitatensammlung aufnahm, die später in seine Oper Lulu Eingang fanden.
Kurt Tucholsky schrieb 1920 beim Erscheinen von Weiningers Nachlassschriften in der Weltbühne:
„Es ist in der Tat die Inkarnation des bösen Prinzips und etwas Erschütterndes, weil sich da etwas gegen das Böse gewehrt hat. Ein Taschenbuch für die Damen ist der Band nicht. Aber für Männer und Menschen, die in diesem Chaos, in diesem tiefen Erkennen unter Gestein und Fluten das Gold haben blitzen sehen. ‚Da kommen die großen Ströme her, wo die Tiefen weinen vor eisigem Grausen.‘“
Der Nobelpreisträger Elias Canetti berichtet in seinen Memoiren, dass selbst zwanzig Jahre nach Weiningers Suizid noch immer an den Wiener Kaffeehaustischen über das frauen- und judenfeindliche Buch diskutiert wurde.
Theodor Lessing kritisierte 1930 in seinem Buch Der jüdische Selbsthass in einer Fallstudie über Weininger dessen „wildbewegtes“ Buch und dessen Lehre, „welche doch nichts ist als ein tolles Naturspiel von krankhafter Verstiegenheit und von brutaler Willkür. Ich meine die krüde und rüde Lehre vom Judentum.“ Sie sei der Schlüssel zu dem ungeheuren Schicksal eines tragischen Selbsthasses schreibt Lessing und bezeichnet Weininger als „jüdischen Ödipus und herakliteische Natur in einem“.
Ernst Bloch nannte Weiningers Buch „eine einzige Anti-Utopie des Weibes“, der Schriftsteller Karl Bleibtreu meinte, Weiningers Tod sei im Grunde eine „höhnische Absage an unser Zeitalter“ gewesen, und schrieb:
„Philosophische Gewissheit der Unsterblichkeit jeder Seelenmonade kann dazu verführen, lieber sofort das unbekannte Land jenseits der Bewusstseinsschwelle aufzusuchen als sich länger in unsrer Kleinlichkeit und Niedrigkeit herumzuschlagen.“
Bis in die dreißiger Jahre hinein bezeugten immer neue Auflagen von Geschlecht und Charakter Weiningers Erfolg.
Der Philosoph Ludwig Wittgenstein, der Weininger als Jüngling das letzte Geleit am Matzleinsdorfer Friedhof gegeben hatte, blieb ihm ein Leben lang treu. Noch 1931 verteidigte er ihn gegenüber George Edward Moore:
„Es stimmt, er ist verschroben, aber er ist großartig und verschroben… Sein gewaltiger Irrtum, der ist großartig.“
Der Dadaist Walter Serner stellte Weininger in eine Reihe mit Shakespeare, Dante oder Tolstoi:
„Sie alle und noch andere hatte das Kreuz zur letzten Antwort emporfinden lassen: hier ward es vollbracht.“
Der italienische Romancier Italo Svevo erwähnt Weininger in seinem Roman Zeno Cosini (1923) genauso wie der Kulturhistoriker Oswald Spengler, der Weininger als einen „Heiligen des Judentums“ bezeichnete, „dessen Tod in einem magisch durchlebten Seelenkampf zwischen Gut und Böse einer der erhabensten Augenblicke später Religiosität ist“, und der Essayist Friedrich Georg Jünger meinte:
„Inmitten der Moderne, deren transzendente Leere er erkennt, ist er der transzendente Mensch, der untergeht.“
Weininger sah seine Zeit nicht nur als „die jüdischeste, sondern auch die weibischeste aller Zeiten“. Er nannte sie „die Zeit des leichtgläubigsten Anarchismus, die Zeit ohne Sinn für Staat und Recht“. Allein damit sichert er sich einen unumstrittenen Platz im Vorfeld des Faschismus.
„Aber dem neuen Judentum entgegen drängt ein neues Christentum zum Lichte; die Menschheit harrt des neuen Religionsstifters, und der Kampf drängt zur Entscheidung wie im Jahre eins. Zwischen Judentum und Christentum, zwischen Geschäft und Kultur, zwischen Weib und Mann, zwischen Gattung und Persönlichkeit, zwischen Unwert und Wert, zwischen irdischem und höherem Leben, zwischen dem Nichts und der Gottheit hat abermals die Menschheit die Wahl. Das sind die beiden Pole: es gibt kein drittes Reich.“ (Geschlecht und Charakter)
Dennoch beendete der Nationalsozialismus den Siegeszug des Buches. Geschlecht und Charakter wurde, ungeachtet des Inhalts, verboten wegen der jüdischen Abstammung des Autors. In den langen Monologen im Führerhauptquartier Wolfsschanze erzählte Adolf Hitler eines Abends, sein Münchner Freund Dietrich Eckart habe ihm versichert, es gebe nur „einen anständigen Juden… den Otto Weininger, der sich das Leben genommen hat, als er erkannte, daß der Jude von der Zersetzung anderen Volkstums lebt“. (Adolf Hitler, Monologe im Führerhauptquartier. 1941–1944, Hg. Werner Lochmann, Hamburg 1980)
Im faschistischen Italien fungierte Sesso e Carattere als Kriegsmaschine gegen die „jüdisch-entartete“ Psychoanalyse. An der Universität Bologna wurde zur Zeit des Faschismus über Weininger gelesen. Der Kulturphilosoph Julius Evola setzte Weininger in Metafisica del sesso als Abschirmung gegen Freud ein. „Weininger hat mir viele Dinge klargemacht“, äußerte Benito Mussolini gegenüber Emil Ludwig.
Danach geriet Weininger in Vergessenheit, aus der er nur gelegentlich als kurioses Produkt einer versunkenen Epoche wieder auftauchte. Eine späte Wiederentdeckung begann erst in Italien im Kreis der nuova destra, dann auch in Frankreich.
Heimito von Doderer pries ihn 1963 in einer Rede als den „Glorreichen“: „Glorreich ist das Epitheton des Helden… An der Schwelle dieses fragwürdigen Jahrhunderts steht er als Denkmal für die Realität des Geistes…“ („Rede auf Otto Weininger“, geschrieben am Allerseelentag 1963).
Der polnische Nobelpreisträger Isaac Bashevis Singer bezeichnete Weininger 1970 in A Friend of Kafka als „verrückt und genial“.
1980 veröffentlichte der Münchner Verlag Matthes & Seitz einen Nachdruck von Geschlecht und Charakter, das von zahlreichen Rezensionen begleitet wurde. Nike Wagner erkannte darin „ein Dokument, das die Emanzipation des Mannes noch dringlicher nahelegt als die der Frau.“
1983 kam mit Weiningers Nacht (Originaltitel: The Soul of a Jew) ein international erfolgreiches Theaterstück des israelischen Dramatikers Joshua Sobol zur Uraufführung, das vielfach ausgezeichnet und 1989 auch verfilmt wurde (siehe unten).
Jacques Le Rider veröffentlichte 1985 mit Der Fall Weininger die bis dahin umfassendste Biographie Weiningers im Wiener Löcker Verlag, die Werk und Wirkungsgeschichte umfassend darstellte und in Weininger ein „diagnostisches Dokument“ für die Kulturkrise der Jahrhundertwende sah. Le Rider:
„Vielleicht ließe sich hier die Pathologie eines ganzen Jahrhunderts entschleiern. Bei Weininger stoßen wir auf das Resumée der Dämonie dieser Epoche.“
Der Kulturkritiker E. M. Cioran beschrieb die Anziehungskraft Weiningers in einem Brief an Jacques Le Rider:
„Bei Weininger fesselten mich die schwindelerregenden Übertreibungen, die Grenzenlosigkeit der Verneinung, die Ablehnung von jeglichem Common sense, die mörderische Unnachgiebigkeit, die ständige Suche nach einem absoluten Standpunkt, die Manie, einen Gedankengang so weit zu treiben, bis er sich selbst auflöst und das gesamte Gebäude, dessen Teil er ist, zerstört.“
Weininger war 1985 auch in der von Hans Hollein konzipierten Wiener Jahrhundertwende-Ausstellung Traum und Wirklichkeit in Wien präsent (Jacques Le Rider schrieb dazu den Katalogtext „Otto Weininger als Anti-Freud“) und trat 1988 im ungarischen Film Az én XX. századom (My 20th Century, Regie: Ildikó Enyedi) in Erscheinung, der bei den Filmfestspielen von Cannes ausgezeichnet wurde.

### Weitere Urteile über Weininger
- August Strindberg (Brief, 8. Dezember 1903): „Der seltsame, rätselhafte Mensch, der Weininger! Mit Schuld geboren, wie ich! Ich bin nämlich in die Welt gekommen mit bösem Gewissen; mit Furcht vor allem, mit Angst vor Menschen und Leben. Ich glaube jetzt, daß ich Böses getan, bevor ich geboren war. […] Weiningers Schicksal? Ja, hat er die Geheimnisse der Götter verraten? Das Feuer gestohlen? Die Luft ward ihm zu dick hienieden, deshalb ist er erstickt? Dies zynische Leben war ihm zu zynisch? Daß er weggegangen ist, bedeutet für mich, daß er allerhöchste Erlaubnis dazu hatte. Sonst geschieht so was nicht. Es war so geschrieben.“

- Artur Gerber: „Wie seltsam mußte es den mit seiner Wesensart weniger Vertrauten erscheinen, wenn seine Hand einen Gegenstand zu fassen zögerte und dann rasch, ja heftig zugriff. Diese Hand, die, zart, fast schwächlich, doch meist zur Faust geballt war! Seine Kleidung, schlicht und unmodisch, glich der anderer, unbemittelter Studenten. Er schritt oft zaghaft seines Weges, das Kinn auf die Brust gestützt, oft wieder stürmte er eilig dahin. Keiner aber, der es jemals gesehen, vergaß sein Gesicht. Markant schon durch die Wucht der Stirn, einzigartig durch die großen Augen, deren Blicke die Dinge sanft zu umfassen schienen, bei aller jugendlichen Farbenfrische von gesammelter Kraft war dies Antlitz dennoch nicht schön, fast häßlich. Lachen sah ich es nie, lächeln selten.“[8]

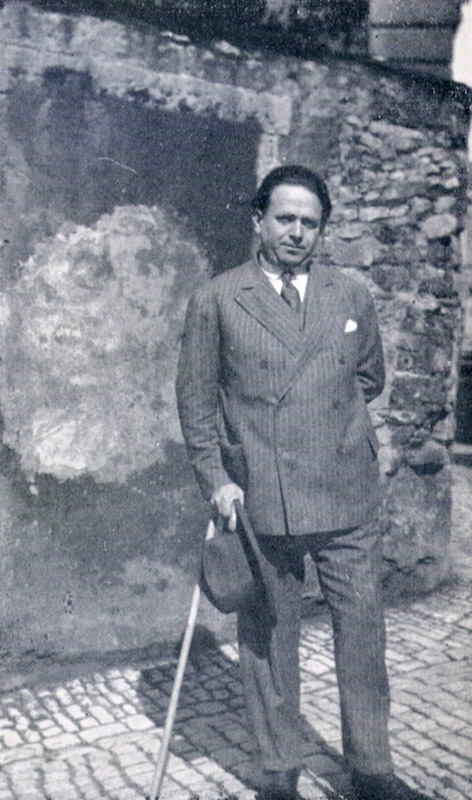
Kurt Tucholsky in Paris, 1928

- Kurt Tucholsky in seiner Rezension von Artur Gerbers Taschenbuch (1920): „Hätte Otto Weininger nicht das Pech gehabt, einer ganzen Wiener Caféhaus-Generation in die Hände zu fallen, die ihn ausschrieb, falsch verstand, schlecht kopierte und überhaupt verdarb – wer weiß, wie er heute in unserm Gedächtnis dastünde! Nun ist ja, wie Karl Kraus an Heine gezeigt hat, jeder Schriftsteller auch an den Folgen schuld, die er hervorruft: aber wenn auch bei Weininger schwarze Stellen sind, an denen sich die Maden festsaugen konnten – alle hat er nicht verdient.

Artur Gerber hat (im Verlag von E. P. Tal & Co. zu Leipzig und Wien) unveröffentlichte Notizen Weiningers und einige Briefe von ihm mit einem menschlich schön anmutenden Vorwort herausgegeben. Das Vorwort enthält persönlich sehr interessante Daten – von einem Duell Weiningers war bisher nichts bekannt – und wie hat sich dieser Zweiundzwanzigjährige gequält! ‚Geschlecht und Charakter‘ ist nicht mit Tinte geschrieben. Welch ein Mönch! Und welch ein Mensch! Mit Recht hebt Gerber aus den Notizen diese eine hervor, die aufzeigt, wohin ihn der Sturm vielleicht noch getrieben hätte, wäre er uns am Leben geblieben: ‚Wie kann ich es schließlich den Frauen vorwerfen, dass sie auf den Mann warten? Der Mann will auch nichts andres als sie. Es gibt keinen Mann, der sich nicht freuen würde, wenn er auf eine Frau sexuelle Wirkung ausübt. Der Haß gegen die Frau ist nichts andres als der Haß gegen die eigne, noch nicht überwundene Sexualität.‘ Einige Notizen sind schwer, andre gar nicht verständlich – aus allen geht aber hervor, wie sich dieser Kopf in die Dinge hineinbohrte, sich in sie fraß; das gärt und wallt, noch ist nichts fertig – und alles ist gehalten durch ein fast übermenschliches Wissen. (Allein der Literaturnachweis zu ‚Geschlecht und Charakter‘ ist ein Wunder.) Die Briefe geben dem Fremden nicht allzu viel. Sie sind im Persönlichen unendlich fein, debattieren viel – und zeigen schließlich, wie er da stand, wo jeder seines Formats gestanden hat: allein.
Das Schönste aber an dem Buch ist ein Bild. Sie haben Otto Weininger fotografiert, als er tot war. Der Körper sitzt in einem geblümten Stuhl, die Augen sind geschlossen. Gerber hat ihn so gesehen: ‚In dem Gesichte des Toten war kein Zug von Güte, kein Schimmer von Heiligkeit und Liebe zu sehen. Auch Schmerz nicht, nur ein Ausdruck, der dem Gesichte des Lebenden vollkommen gefehlt hatte: etwas Furchtbares, etwas Entsetzenerregendes, das, was ihm die Todeswaffe in die Hand gedrückt hatte: der Gedanke an das Böse.‘ Das Bild hat Züge von dem bohrenden, grübelnden Holofernes – nicht von dem Riesen. Es ist in der Tat die Inkarnation des bösen Prinzips und etwas Erschütterndes, weil sich da etwas gegen das Böse gewehrt hat. Ein Taschenbuch für die Damen ist der Band nicht. Aber für Männer und Menschen, die in diesem Chaos, in diesem tiefen Erkennen unter Gestein und Fluten das Gold haben blitzen sehen. ‚Da kommen die großen Ströme her, wo die Tiefen weinen vor eisigem Grausen.‘“
- Friedrich Georg Jünger: „Weininger war kein Antisemit im gehässigen Sinne dieses Wortes. Vom rohen, vulgären Weiber- und Judenhaß war er weit entfernt. Er war kein Täter, kein gewalttätiger Mensch, ja einer verletzenden Handlung – sich selbst ausgenommen – so wenig fähig, daß er bei der Absendung einer Papyrus-Pflanze anmerkt, daß er sie nicht abgerissen habe, sondern abgerissen gefunden habe. Das Massive seiner Angriffe entspricht dem Zugriff, dem er sich ausgesetzt fühlt. Seine Polemik ist ein Akt der Selbstverteidigung und Notwehr. Ohne Angst ist der durchdringende Scharfsinn seiner Kombinationen nicht zu denken, und diese Angst wächst, bis sie Verzweiflung wird.“[10]

- Jean Améry: „Man vergegenwärtige sich nun den 23jährigen Otto Weininger, der vor sich hin starrt und in dessen zum Tode erregten Hirn sich immer wieder nur das Weib spiegelt, das er verachtet, ohne seines Begehrens nach ihm Meister werden zu können; der stets nur den Juden sieht, das schimpflichste, niedrigste aller Geschöpfe, den Juden, der er selber ist. Vielleicht war es ihm, als befände er sich in einem schmalen Raum, dessen Wände immer enger zusammenrücken. Dabei wurde sein Kopf größer, wie ein Ballon, den man aufbläst, und zugleich dünner. Der Kopf schlägt an alle vier einander unerbittlich sich nähernden Mauern, jede Berührung schmerzt und hallt wider, wie der Schlag auf eine Kesselpauke. Am Ende trommelt der nach allen Richtungen rennende Weininger-Schädel einen rasenden Wirbel – bis er. Bis er zerspringt oder ‚durch die Wand fährt‘, sagen jene, die außerhalb des Raumes stehen und ihn beobachten. (…) Er sah und hörte, so meine ich, spekulierend zugegeben, aber mit aller Kraft eines sich zusammennehmenden Herzens, nur ohne Unterbrechung: Weib, Jude, Ich, weg mit allem.“[11]

### Weiningers Nacht (Theaterstück und Film)

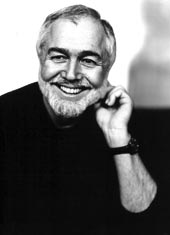
Der israelische Dramatiker Joshua Sobol

Der israelische Dramatiker Joshua Sobol schrieb über Weininger ein international erfolgreiches Theaterstück: The Soul of a Jew (Weiningers Nacht). Das Stück spielt in Weiningers letzter Nacht in Beethovens Sterbehaus, die Szenen skizzieren Weiningers Leben im Rückblick der letzten Sekunden völliger Einsamkeit, im Augenblick des Schusses, im Moment zwischen Leben und Tod: Vor dem Auge Weiningers tauchen die Gestalten der Kindheit, Vater und Mutter, die Begleiter der Studienzeit, Freunde, Lehrer und Geliebte und die Idole und Konkurrenten der Geisteswelt, Sigmund Freud, August Strindberg und der Kritiker Paul Julius Möbius auf, um ihn in einem mörderischen Reigen dem Tod in die Arme zu treiben. Zeremonienmeister dieser spektakulären Hatz ist Weiningers Doppelgänger (gespielt von einer Frau), der sein Alter Ego vor das unlösbare Problem der Selbstfindung stellt und schließlich mit ihm zusammen untergeht.
Die Uraufführung erfolgte 1982 am Haifa Municipal Theatre und wurde zur Eröffnung des Edinburgh Festivals eingeladen, wo es mit zahlreichen Preisen ausgezeichnet wurde. Paulus Manker inszenierte eine erweiterte Fassung 1988 am Wiener Volkstheater, die 1989 auch verfilmt wurde.
„Sieht man Weiningers Fall, auch den historischen, dann versteht man, dass es keinen Haß gibt ohne ein starkes Element von Selbsthass. Und der führt zur Selbstzerstörung. – Ich denke, wenn die Deutschen verstehen, was mit ihnen in der Nazi-Zeit passierte, dann müßte ihnen klar werden, dass sie über die Judenverfolgung auch sich selbst zerstörten.“ (Der Autor Joshua Sobol über das Stück)

## Schriften
- Eros und Psyche. Biologisch-psychologische Studie. Manuskript, hinterlegt in der Akademie der Wissenschaften in Wien am 4. Juni 1901 zur Wahrung der Priorität, versiegeltes Schreiben No. 376
- Zur Theorie des Lebens. Manuskript, hinterlegt in der Akademie der Wissenschaften in Wien am 1. April 1902 zur Wahrung der Priorität, versiegeltes Schreiben No. 390
- Unterschied zwischen Ich-Menschen und Weltmenschen. Auszüge aus „Zur Theorie des Lebens“, mit einem Vorwort von Hannelore Rodlauer: Zur Entdeckung unbekannter Manuskripte aus Weiningers Studienzeit (in: Weiningers Nacht), Europa Verlag, Wien 1988
- Eros und Psyche. Studien und Briefe 1899–1902 (Hg. Hannelore Rodlauer), Sitzungsberichte der philosophisch-historische Klasse der Österreichischen Akademie der Wissenschaften, Wien 1990
- Über Eros und Psyche. Dissertation. (verschollen), Wien 1902
- Geschlecht und Charakter. Eine prinzipielle Untersuchung, Wilhelm Braumüller, Wien und Leipzig 1903; 10. unv. Aufl., 1908 im archive.org, 11. unv. Aufl., 1909 im archive.org; Nachdruck (im Anhang: Weiningers Tagebuch, Briefe August Strindbergs sowie Beiträge aus heutiger Sicht), Matthes & Seitz, München 1980 & 1997, ISBN 3-88221-312-4.
- Über die letzten Dinge (mit einem biographischen Vorwort von Dr. Moriz Rappaport). Braumüller, Wien 1907; Nachdruck (im Anhang: Theodor Lessing, Otto Weininger), Matthes & Seitz, München 1980, ISBN 3-88221-320-5.
- Die Liebe und das Weib. Ein Versuch, Verlag der Zeitschrift „Ver!“, Wien 1921
- Taschenbuch und Briefe an einen Freund (Hrsg. von Artur Gerber, mit einem Vorwort »ECCE HOMO!« von Artur Gerber sowie Briefen von August Strindberg an den Herausgeber), E. P. Tal & Co., Leipzig/Wien 1919; Nachdruck bei Matthes & Seitz, München 1980, ISBN 3-88221-312-4.
- Brief an Karl Kraus vom 20. Juni 1903. In: Die Fackel. Nr. 568–571, Mai 1921
- Verse. In: Die Fackel. Nr. 613–621, Wien 1923, S. 158
- Genie und Verbrechen (eingeleitet und ausgewählt von Walther Schneider), Stiasny-Bücherei, Band 123, Stiasny Verlag, Graz und Wien 1962